# Microgaster carinicollis
Microgaster carinicollis är en stekelart som beskrevs av Cameron 1905. Microgaster carinicollis ingår i släktet Microgaster och familjen bracksteklar. Inga underarter finns listade i Catalogue of Life.